# Баяны (район Михаловце)
Баяны (словац. Bajany, венг. Bajánháza) — деревня и община Михаловецкого района Кошицкого края, Словакии.

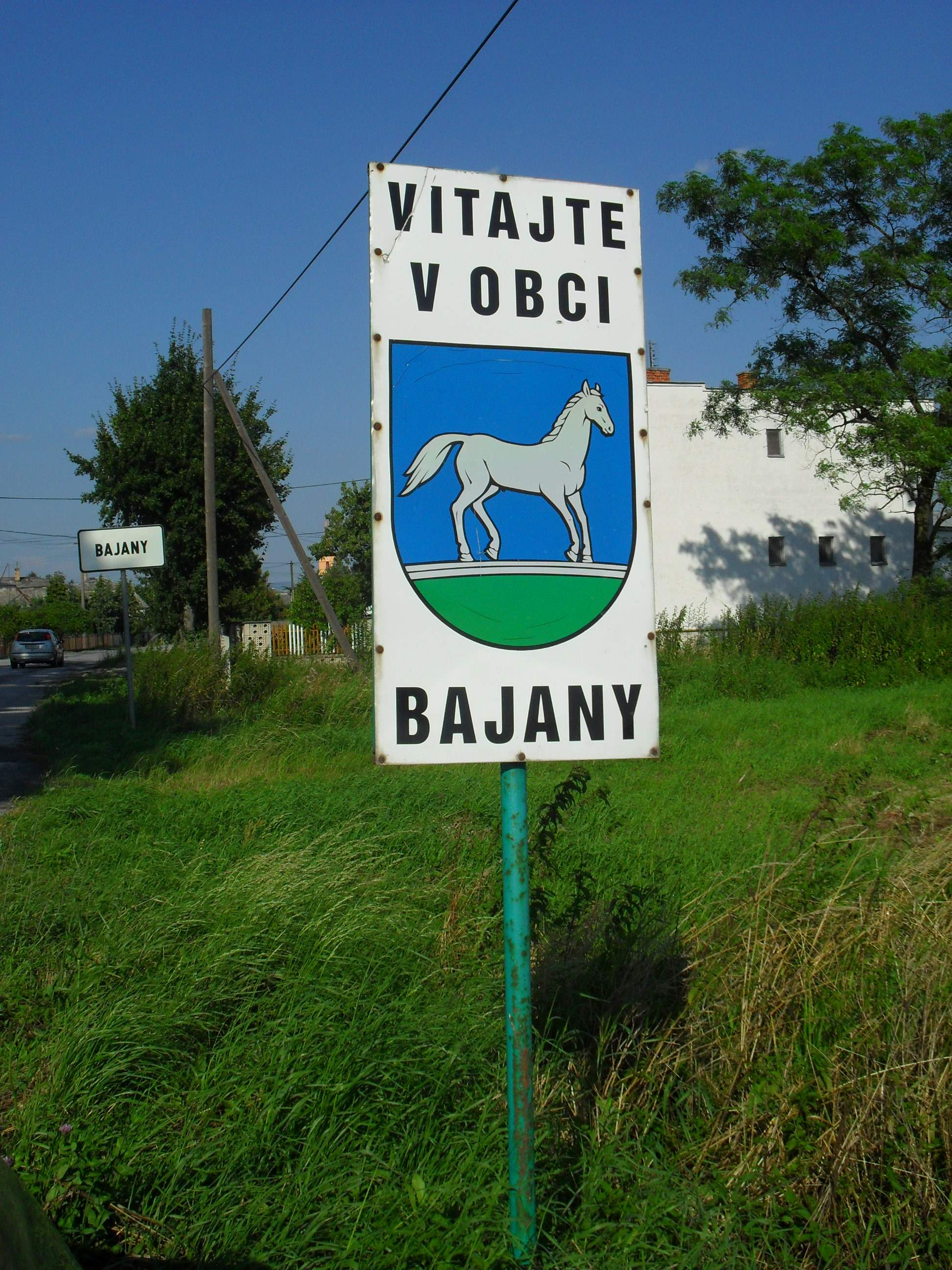

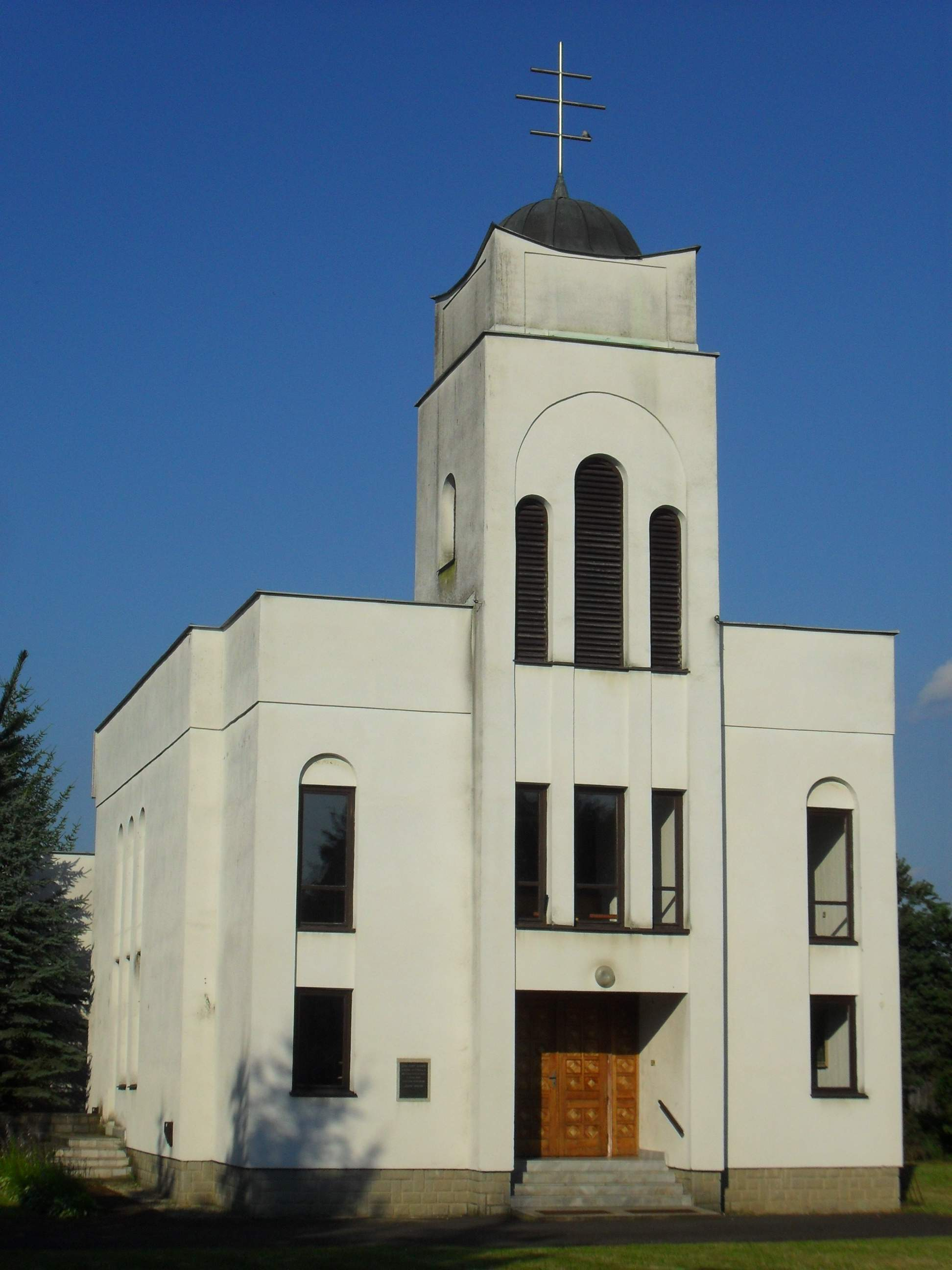
Греко-католическая церковь

Расположена в восточной части Восточно-Словацкой низменности,
на левом берегу р. Уж, недалеко от государственной границы с Украиной. Центр деревни находится на высоте 109 м над уровнем моря и находится в девяти километрах от г.Вельке-Капушаны и в 26 км от г. Михаловце.
Граничит с деревнями Лекаровце, Павловце-над-Угом, Высока-над-Угом и Матёвске-Войковце .

## Население
| Год:                | 1994 | 2004    | 2014    | 2024    |
| ------------------- | ---- | ------- | ------- | ------- |
| Количество человек: | 507  | 495     | 481     | 438     |
| Разница:            |      | −2,36 % | −2,82 % | −8,93 % |

По состоянию на 31 декабря 2022 года население составляло 447 человек. Население преимущественно словацкое около 85 %, венгры около 12 %, ромы — около 2 %, украинцы — 0,5 %.

## История
Первое письменное упоминание о деревне относится к 1370 году под названием Баянхаза, термин хаза указывает на то, что это было крестьянское поселение. Таким образом, название Bajanháza можно буквально перевести как дом Баяна.
До 1918/1919 года принадлежала Венгерскому королевству , затем перешла в состав Чехословакии , сегодня Словакии.

## Достопримечательности
В селе есть римско-католический костёл 1910 года, реформатский костёл 1936 года и греко-католическая церковь святых Кирилла и Мефодия 1992 года.